# Classe Yushio
La classe Yushio è una classe di sottomarini diesel-elettrici costruiti nel periodo 1976-1989, ed entrati in servizio con la Forza marittima di autodifesa del Giappone a partire dal 1980. Questi sottomarini hanno seguito la precedente classe Uzushio. Anche per questa classe la politica di costruzione è stata quella di produrre 1 esemplare ogni anno, in modo da mantenere sempre in servizio un numero costante di 16 unità. Però, visto l'elevato ritmo di produzione mantenuto, quattro di questi battelli sono divenuti ausiliari prima dei venti anni di vita operativa.

## Costruzione

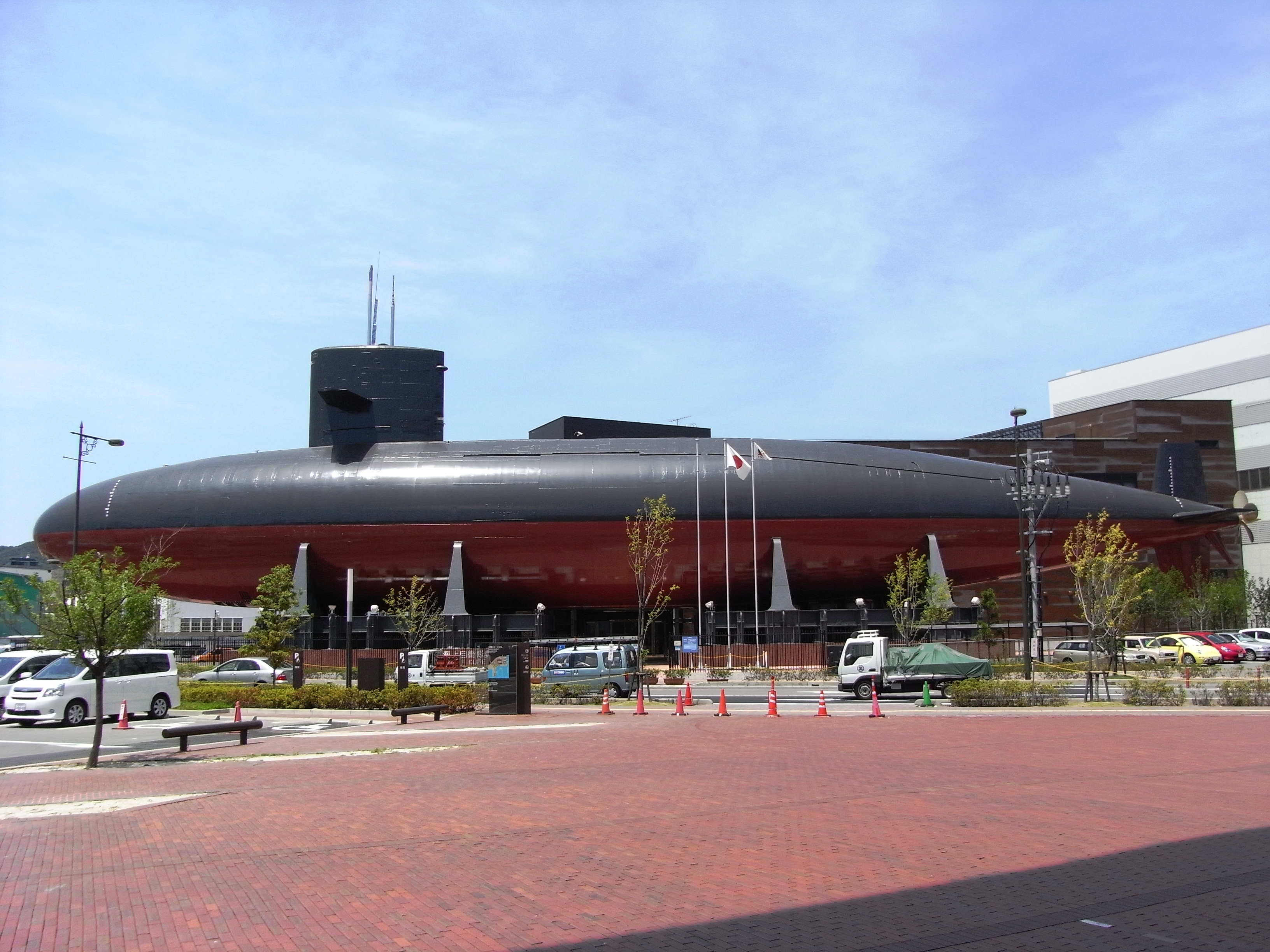
Il sommergibile Akishio dopo la radiazione, esposto al pubblico

La loro struttura è sostanzialmente simile a quella dei battelli precedenti, e può essere sintetizzata in questi termini: doppio scafo, struttura "a goccia allungata", timoni di profondità sulla vela e di direzione, cruciformi, a poppa. Apparato motore dato da 2 diesel e 1 motore elettrico calettati su di un unico asse portaelica, siluri e missili antinave presenti assieme ai tubi di lancio. La dotazione elettronica e elettro-acustica è simile ai battelli precedenti, con prestazioni di elevato livello (il sonar principale occupa praticamente tutta la prua ed è stato evoluto nel tempo con un modello più avanzato).

## Progetto
Queste unità sono derivate dallo sviluppo della precedente classe Uzushio, ingrandita e aggiornata, con prestazioni migliorate in molti ambiti, ma con un'impostazione simile. La costruzione è avvenuta nel periodo 1976-1989, e quindi risente delle tendenze dell'ingegneria di quei tempi.
La forma dello scafo è basata su di una struttura estremamente simile a quella dei sottomarini nucleari americani, il che non deve sorprendere vista la strettissima dipendenza tecnologica della marina giapponese postbellica dalla tecnologia americana, specialmente nel periodo nel quale fu elaborato il progetto, intorno agli anni  Settanta.
La struttura dello scafo comprende una forma idrodinamica del tipo "a goccia allungata", con piccoli piani di coda del solito tipo cruciforme, e un'unica grande elica. A differenza dei sommergibili americani, però, questa struttura ha un doppio scafo, con quello resistente separato da quello esterno da una zona a libera circolazione d'acqua, che fluisce da una serie di aperture orizzontali, scalate tra di loro, presenti tra la coda e la torre.
Uno dei vantaggi non trascurabili è, rispetto alla configurazione a scafo unico, quello di una riserva di galleggiabilità molto più elevata, tipicamente del 20-25% piuttosto che il 12-16%. Un altro è la minore vulnerabilità agli urti e alle esplosioni, con la possibilità di stivare qualche equipaggiamento, o riserva di combustibile, al di fuori dello scafo resistente, che così può essere costruito più piccolo e compatto, e siccome questo è molto spesso e pesante, il guadagno in leggerezza è considerevole.
Un difetto è invece la maggiore resistenza idrodinamica, come anche la maggiore rumorosità dovuta alle aperture di circolazione d'acqua. Quanto alla torre, essa ha una forma alta e molto allungata, con i timoni di profondità sistemati a metà, per permettere di aumentare la manovrabilità del battello, come praticato anche sui progetti nucleari americani. In cima vi sono vari sensori, radar, 2 periscopi e la tubazione dello snorkel (altra cosa che non esiste sugli SSN) per ricaricare le batterie restando in immersione sott'acqua.
Fra le innovazioni più considerevoli c'è l'impiego, per la prima volta, del nuovo acciaio ad alta resistenza NS80 prodotto in Giappone, che ha consentito di ridurre la grandezza delle strutture e contenere le dimensioni del sottomarino, già notevolmente grande. 
Le disposizioni interne sono piuttosto convenzionali: i motori elettrici nella zona poppiera, avanti a essi quelli diesel e le batterie, mentre la centrale di controllo del tiro e combattimento è al centro. Gli alloggi sono sistemati a prua e al centro nave, i sensori a prua, con il grande trasduttore sonar sferico.
L'apparato motore è costituito da due motori diesel tedeschi di elevata potenza MAN V8V24/30AMTL, costruiti su licenza dalla Kawasaki, e un motore elettrico collegato all'unico asse, che alimenta l'elica, posta tra gli impennaggi cruciformi di poppa.

### Armi
Infine, vi sono le armi, sistemate a mezza nave, come negli SSN americani e i precedenti classe Uzushio. La disposizione dei siluri è localizzata qui per liberare la prua, rendendola totalmente disponibile per installare il sonar più grande e potente possibile.
Solo le grandi dimensioni dello scafo rendono possibile pensare a questo tipo di sistemazione per via che l'angolazione dei tubi deve essere prevista verso l'esterno, cosa che per 6 tubi di lancio da 533 mm porta via inevitabilmente spazio, e un sottomarino non ha mai uno scafo resistente molto largo. In effetti, le dimensioni di queste unità giapponesi sono simili, quando non superiori, a quelle di parecchie classi di SSN, e solo la presenza delle fessure per la libera circolazione d'acqua posteriori alla torrette permettono di riconoscere tali sommergibili, che somigliano curiosamente a un incrocio tra un sommergibile americano e uno sovietico (per via dei timoni sulla torre e il doppio scafo).
I sensori comprendono sistemi statunitensi costruiti su licenza, come il sonar SQS-36, e sono molto avanzati nel loro insieme, specialmente con gli aggiornamenti che hanno avuto nel corso degli anni. 
Le armi vere e proprie, invece, comprendono un totale di 18-20 siluri (3 ricariche) con la possibilità almeno teorica di sostituirli ciascuno con 2 mine. Inoltre, dalla terza unità sono apparsi i missili antinave UGM-84 Harpoon, da 90–130 km di gittata e intercambiabili con i siluri in un rapporto di parità. Il siluro standard è il Type 89, simile all'Mk 48 americano, che è un'arma a lungo raggio. È un siluro a doppio ruolo antinave e antisommergibile filoguidato con sonar autonomo per la ricerca finale del bersaglio. Anche i precedenti Type 80, da 480 mm, derivati dall'Mk 37 americano, sono utilizzati.

## Servizio
I sottomarini classe Yushio sono entrati in servizio al ritmo di uno l'anno, a partire dal 1980. Con questa programmazione, hanno sostituito progressivamente i precedenti classe Uzushio, ma dal momento che la marina giapponese aveva nei suoi piani fondi per un sottomarino l'anno, e la necessità di mantenere in servizio circa una ventina di battelli, già nel 1996 lo Yushio è passato come unità addestrativa. 
La cosa è rimarchevole perché mentre i giapponesi hanno posto fuori dal servizio di prima linea una serie di sottomarini così moderni come gli Uzushio e i primi Yushio, altre marine hanno tenuto in servizio vecchi scafi residuati della Seconda guerra mondiale per 40-50 anni, per non parlare delle vecchie unità postbelliche come la classe Daphné, francese o i classe Romeo/Ming cinesi.
Originariamente si pensava di costruire un totale di 14 battelli, ma ci si è fermati a 10 per via dell'apparizione di una classe successiva e perfezionata di unità subacquee. 
Dei sottomarini della classe uno in particolare è balzato alla attenzione delle cronache, quando nel 1988 il Nadashio (SS 577) entrò in collisione, mentre navigava in superficie diretto alla base di Yokosuka, con un peschereccio. Nel tragico incidente 30 marinai della nave persero la vita, mentre il sommergibile riuscì a rientrare con i propri mezzi in porto. In casi come questi la costruzione a doppio scafo, con la sua robustezza e riserva di galleggiabilità, dimostra effettivamente le proprie qualità.
A parte questo, 7 dei battelli hanno ricevuto i missili Harpoon, e tutti il sonar rimorchiabile a bassissima frequenza ZQR-1 (equivalente dell'americano BRQ-15), che abbinato al sonar prodiero, che copre invece quelle medio-basse, rende molto elevata la resa di tali battelli nelle azioni di localizzazione dei sottomarini. Un sonar rimorchiato non è comune per i sottomarini diesel-elettrici.
Il sostituto della serie Yushio è apparso negli anni '90, si tratta del progetto classe Harushio, ancora più avanzato.

## Unità
Le unità dalla quinta in poi sono state in grado di lanciare il missile Sub-Harpoon.
Unità della Classe Yushio della Japan Naval Self Defence Force
|          | JNSDF - Classe Yushio | JNSDF - Classe Yushio | JNSDF - Classe Yushio     | JNSDF - Classe Yushio | JNSDF - Classe Yushio     |
| civico n | Matricola             | Nome                  | Cantiere                  | Entrata in servizio   | Destino finale            |
| -------- | --------------------- | --------------------- | ------------------------- | --------------------- | ------------------------- |
|          | SS-753                | Yushio                | Cantiere Mitsubishi, Kōbe | 26 febbraio 1980      | Radiata il 11 marzo 1999  |
|          | SS-754                | Mochishio             | Cantiere Kawasaki, Kōbe   | 5 marzo 1981          | Radiata il 10 marzo 2000  |
|          | SS-755                | Setoshio              | Cantiere Mitsubishi, Kōbe | 17 marzo 1982         | Radiata il 30 marzo 2001  |
|          | SS-756                | Okishio               | Cantiere Kawasaki, Kōbe   | 1º marzo 1983         | Radiata il 4 marzo 2003   |
|          | SS-757                | Nadashio              | Cantiere Mitsubishi, Kōbe | 6 marzo 1984          | Radiata il 1º giugno 2001 |
|          | SS-758                | Hamashio              | Cantiere Kawasaki, Kōbe   | 5 marzo 1985          | Radiata il 9 marzo 2006   |
|          | SS-759                | Akishio               | Cantiere Mitsubishi, Kōbe | 5 marzo 1986          | Radiata il 3 marzo 2004   |
|          | SS-760                | Takeshio              | Cantiere Kawasaki, Kōbe   | 3 marzo 1987          | Radiata il 9 marzo 2005   |
|          | SS-761                | Yukishio              | Cantiere Mitsubishi, Kōbe | 11 marzo 1988         | Radiata il 7 marzo 2008   |
|          | SS-762                | Sachishio             | Cantiere Kawasaki, Kōbe   | 24 marzo 1989         | Radiata il 14 aprile 2006 |